# فرودگاه آبی بالا/گیبسون لیک
فرودگاه آبی بالا/گیبسون لیک (به انگلیسی: Bala/Gibson Lake Water Aerodrome) یک فرودگاه خصوصی است که یک باند فرود آب دارد. این فرودگاه در کشور کانادا قرار دارد و در ارتفاع ۱۹۴ متری از سطح دریا واقع شده‌است.